# Quartzsite
Quartzsite – miasto w Stanach Zjednoczonych, w stanie Arizona, w hrabstwie La Paz.